# Meteor man
Meteor man (títol original: The Meteor Man) és una pel·lícula estatunidenca de ciència-ficció/ de súper-heroi dirigida per Robert Townsend, estrenada l'any 1993. Ha estat doblada al català

## Argument
Mentre passeja de nit pel carrer, un home tímid i amable, es colpejat per un petit meteorit. Jefferson Reed es troba amb sorprenents súperpoders que no sap gestionar massa bé: pot per exemple volar, però sent una immensa por del buit... Els seus amics i la seva família tanmateix el necessiten per lluitar contra una pesada amenaça: els Golden Lords, una banda de criminals que fan regnar el terror als carrers de la ciutat.

## Repartiment
- Robert Townsend: Jefferson « Meteor Man » Reed
- Eddie Griffin: Michael Anderson
- Roy Fegan: Simon
- Marla Gibbs: Maxine Reed
- Robert Guillaume: Ted Reed
- James Earl Jones: Earnest Moses
- Don Cheadle: Goldilocks
- Bill Cosby: Marvin
- Bobby McGee: Uzi
- Frank Gorshin: Anthony Byers
- Luther Vandross: Jamison
- Sinbad: Malik
- Nancy Wilson: La principal Laws
- Tom Llistar, Jr.: Digit
- Big Daddy Kane: Pirata
- LaWanda Pàgina: La infermera major
- Lela Rochon: Vanessa
- John Witherspoon: Clarence James Carter III
- Wallace Shawn: M. Little
- Charlayne Woodard: Janice Farrell

## Banda original del film
1. "Can't Let Her Get Away" - Michael Jackson
2. "It's for You" - Shanice
3. "Don't Waste My Time" - Lisa Taylor
4. "You Turn Me On" - Hi-Five
5. "Who Can"
6. "Your Future Is Our Future" - Daryl Coley & Frank McComb
7. "I Say a Prayer" - Howard Hewett
8. "Is It Just Too Much" - Keith Washington
9. "Somebody Cares for You" - Frank McComb
10. "Good Love" - Elaine Stepter
11. "Ain't Nobody Bad (Like Meteor Man)" - Big Hat Ray Ray

## Productes derivats
- Marvel Comics va editar una sèrie de 6 comic books, inspirats en el personatge i del film, anomenats també Meteor Man.

## Nominacions
- Nominat al premi Saturn al millor film de ciència-ficció 1994